# Thesium junodii
Thesium junodii är en sandelträdsväxtart som beskrevs av Arthur William Hill. Thesium junodii ingår i släktet spindelörter, och familjen sandelträdsväxter. Inga underarter finns listade i Catalogue of Life.